# Ribeira da Janela
Ribeira da Janela est une freguesia portugaise située dans la ville de Porto Moniz, dans la région autonome de Madère.

## Économie
Une centrale hydro-électrique a été construite en 1962. Elle produit 8 GWh d'électricité par an.

## Ilhéus da Ribeira da Janela
Ilhéus da Ribeira da Janela sont des rochers à l'embouchure de la rivière et sont une destination touristique renommée pour les voyagistes de Madère.

## Galerie

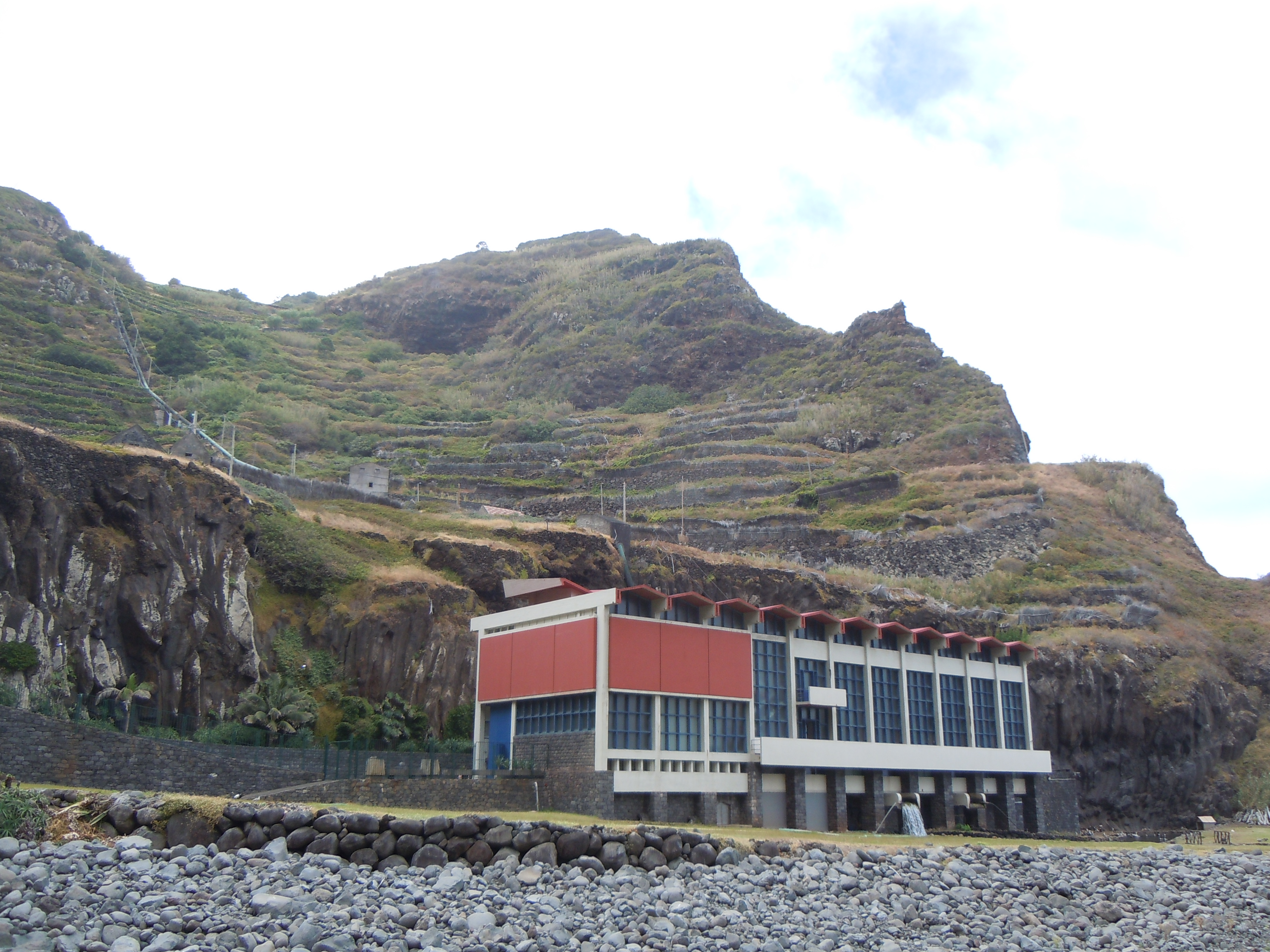
Centrale hydro-électrique de Ribeira da Janela
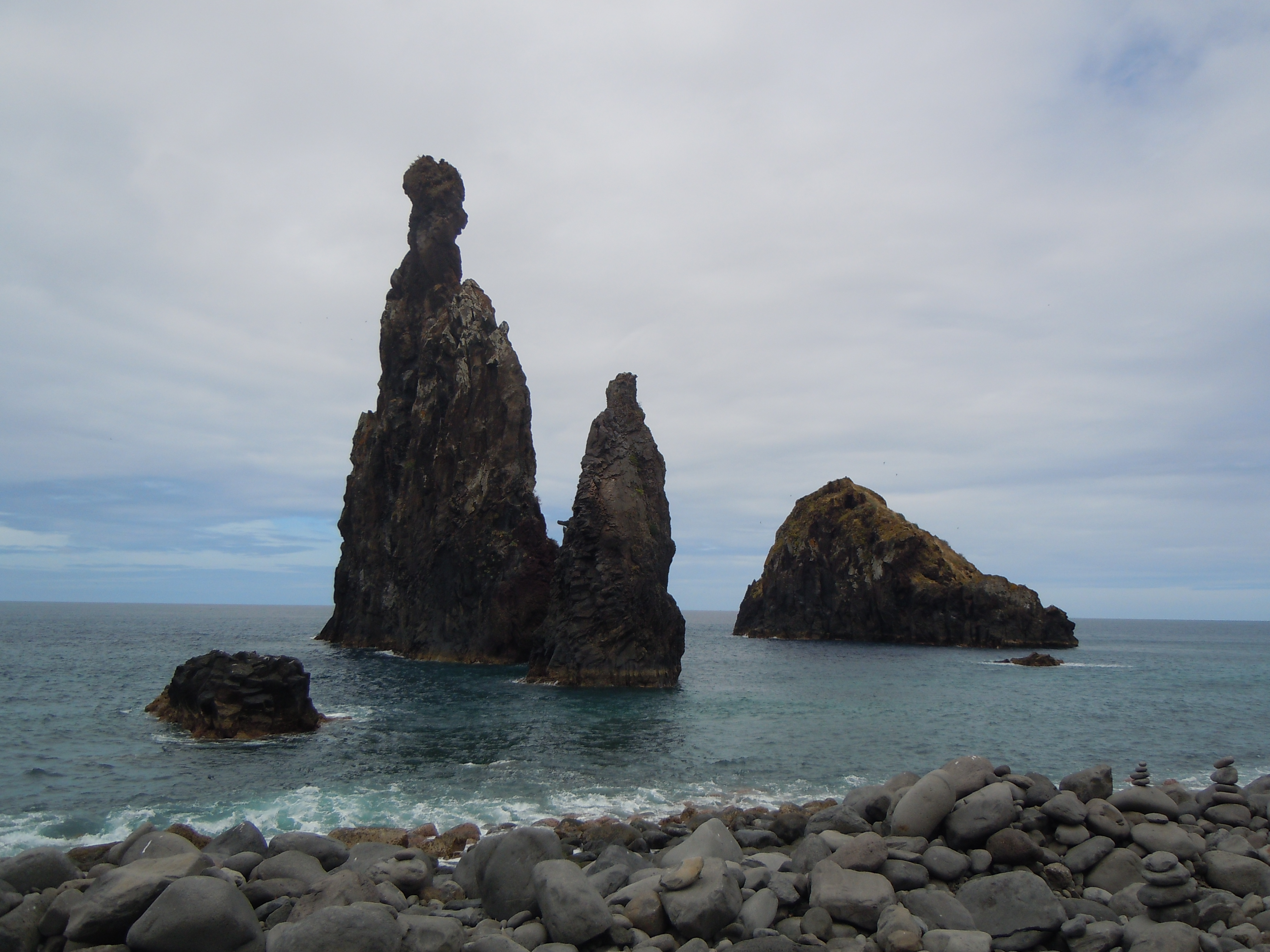
Ilhéus de Ribeira da Janela
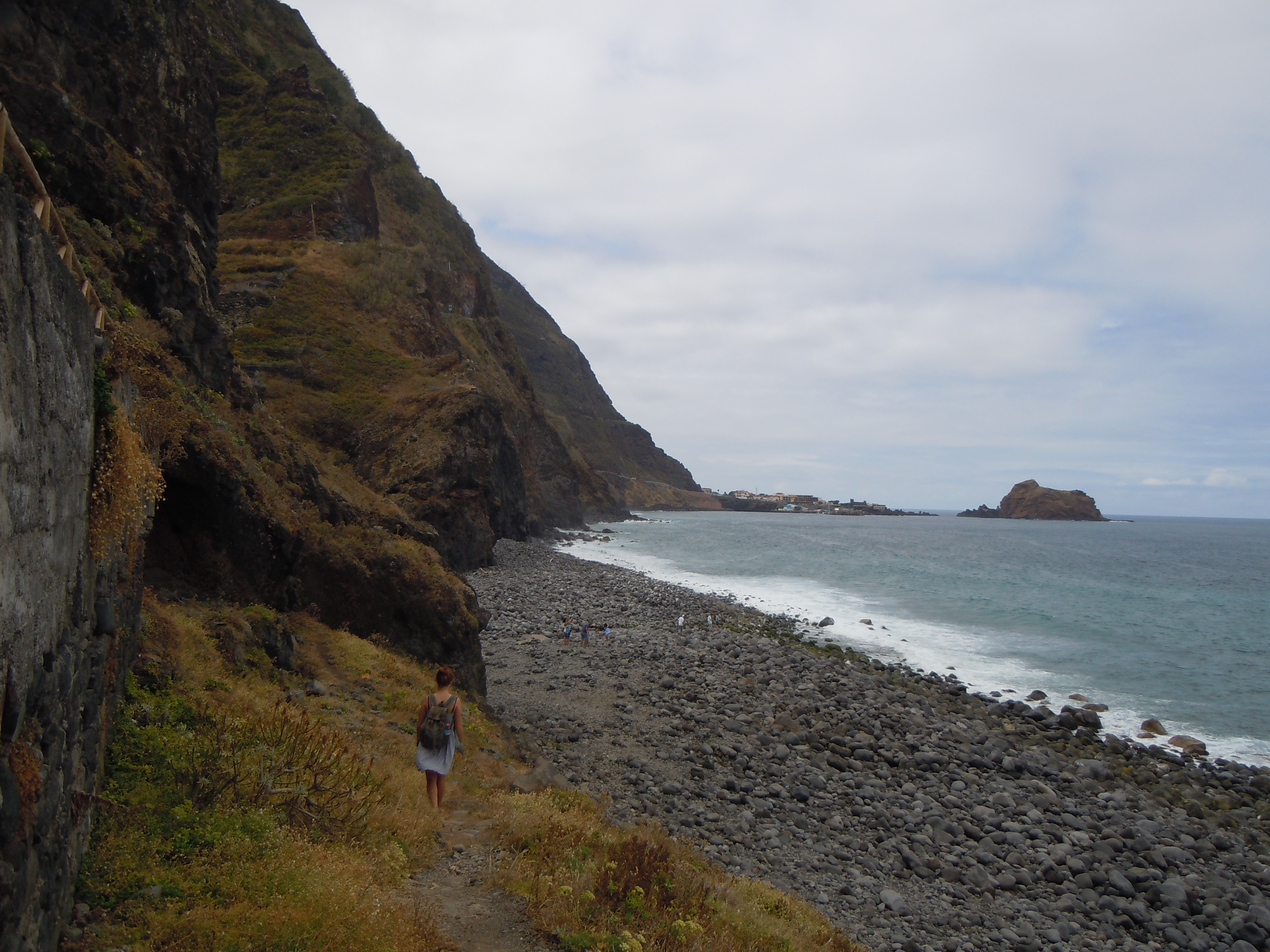
La plage de Ribeira da Janela est une plage de galets et n'est pas propice à la baignade.